# Черніна (Нижньосілезьке воєводство)
Черніна (пол. Czernina) — село в Польщі, у гміні Ґура Ґуровського повіту Нижньосілезького воєводства.
Населення — 816 осіб (2011).
У 1975-1998 роках село належало до Лешненського воєводства.

## Демографія
Демографічна структура станом на 31 березня 2011 року:
|          | Загалом | Допрацездатний вік | Працездатний вік | Постпрацездатний вік |
| -------- | ------- | ------------------ | ---------------- | -------------------- |
| Чоловіки | 390     | 90                 | 259              | 41                   |
| Жінки    | 426     | 107                | 236              | 83                   |
| Разом    | 816     | 197                | 495              | 124                  |